# Sedina obscura
Sedina obscura là một loài bướm đêm trong họ Noctuidae.